# 衙边18号民居
衙边18号民居，是深圳市历史建筑之一，位于中国广东省深圳市宝安区沙井街道衙边社区衙边旧村18号。该建筑物建于清朝，属于古建築，为傳統民居。